# Руседски, Грег
Грегори «Грег» Руседски (англ. Gregory "Greg" Rusedski, род. 6 сентября 1973 года в Монреале, Квебек, Канада) — канадский и британский профессиональный теннисист, выступавший с 1991 по 2007 годы.

## Личная жизнь
Отец Грега, Том, — родившийся в Германии украинец; мать, Хелен, родилась в Англии. Сам Грег родился в Квебеке (Канада). В детских и юношеских турнирах представлял Канаду; шестикратный чемпион Канады в различных возрастных категориях. В 1991 году выиграл Уимблдонский турнир среди юношеских пар вместе с Каримом Алами (Марокко). Свои первые турниры серии ATP Challenger (в Ньюкасле) и АТР (в Ньюпорте, США) также выиграл под канадским флагом. В 1995 году принял британское гражданство. Женат с 1999 года; дочь, Скарлетт Мэри, родилась в 2006 году.

## Профессиональная карьера

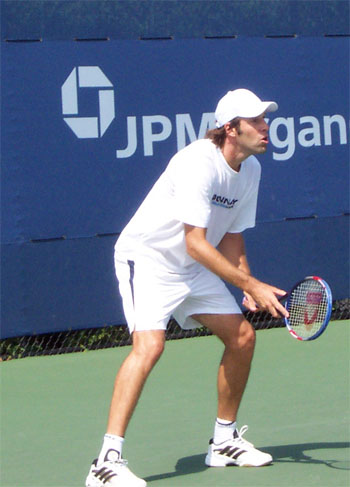

За время профессиональной карьеры выиграл 15 турниров серии АТР, в том числе Кубок Большого шлема 1999 года. Помимо этого, самым удачным для Грега стал 1997 год, когда он дошёл до финала Открытого чемпионата США (проиграл Патрику Рафтеру в четырёх сетах) и четвертьфинала Уимблдонского турнира. В том же году Руседски был назван корпорацией BBC спортсменом года. Также выиграл три турнира в мужской парной категории, в том числе один из них, в Лондоне, со своим постоянным соперником в борьбе за титул первой ракетки Великобритании Тимом Хэнменом.
Дважды, в 1996 и 2000 годах, представлял Великобританию на Олимпийских играх; лучшее достижение — 1/8 финала на Олимпиаде 1996 года в Атланте (проиграл будущему серебряному призёру Серхио Бругере). В Кубке Дэвиса провёл за сборную Великобритании 43 матча: 20 побед, 10 поражений в одиночной категории и 10 побед, 3 поражения в парах. Последним матчем в карьере для Грега стала победа в апреле 2007 года в паре с Энди Марреем над голландской парой, обеспечившая сборной Великобритании общую победу в матче.
В январе 2009 года Руседски заявил о намерении вернуться в профессиональный теннис, однако с момента этого заявления не участвовал ни в одном турнире.
Руседски, который обладал одной из самых мощных подач в мире (его подача со скоростью 240 км/ч в 1997-2003 годах была мировым рекордом) и играл в остроатакующий теннис у сетки, успешно выступал только на твёрдых покрытиях — траве, харде и ковре; значительно слабее — на грунте, где он не мог составить конкуренцию ведущим теннисистам мира.

## Участие в финалах турниров АТР (32)
| Легенда                        |
| Турниры Большого шлема (1)     |
| Кубок Большого шлема (1)       |
| Турниры АТР Мастерс (2)        |
| Турниры ATP Gold (6)           |
| Турниры ATP International (22) |

### Одиночный разряд (27)

#### Победы (15)
| №   | Дата        | Турнир                                                | Покрытие  | Соперник в финале | Счёт                    |
| 1   | 5 июл 1993  | Hall of Fame Championships, Ньюпорт, США              | Трава     | Хавьер Франа      | 7-5, 6-7, 7-6           |
| 2.  | 24 апр 1995 | Открытый чемпионат Сеула, Южная Корея                 | Хард      | Ларс Реманн       | 6-4, 3-1                |
| 3.  | 7 окт 1996  | Открытый чемпионат Китая, Пекин                       | Хард      | Мартин Дамм       | 7-6, 6-4                |
| 4.  | 16 июн 1997 | Открытый чемпионат Ноттингема, Великобритания         | Трава     | Кароль Кучера     | 6-4, 7-5                |
| 5.  | 29 сен 1997 | Davidoff Swiss Indoors, Базель                        | Ковёр     | Марк Филиппуссис  | 6-3, 7-6, 7-6           |
| 6.  | 16 фев 1998 | Чемпионат Европейского сообщества, Антверпен, Бельгия | Хард      | Марк Россе        | 7-6, 3-6, 6-1, 6-4      |
| 7.  | 2 ноя 1998  | Париж, Франция                                        | Ковёр (I) | Пит Сампрас       | 6-4, 7-6, 6-3           |
| 8.  | 27 сен 1999 | Кубок Большого шлема, Германия                        | Ковёр     | Томми Хаас        | 6-3, 6-4, 6-7, 7-6      |
| 9.  | 11 окт 1999 | CA-Tennis Trophy, Вена, Австрия                       | Ковёр     | Николас Кифер     | 6-7, 2-6, 6-3, 7-5, 6-4 |
| 10. | 26 фев 2001 | Sybase Open, Сан-Хосе, США                            | Хард      | Андре Агасси      | 6-3, 6-4                |
| 11. | 7 янв 2002  | Heineken Open, Окленд, Новая Зеландия                 | Хард      | Жером Гольмар     | 6-7, 6-4, 7-5           |
| 12. | 12 авг 2002 | RCA Championships, Индианаполис, США                  | Хард      | Феликс Мантилья   | 6-7, 6-4, 6-4           |
| 13. | 16 июн 2003 | Открытый чемпионат Ноттингема (2)                     | Трава     | Марди Фиш         | 6-3, 6-2                |
| 14  | 5 июл 2004  | Hall of Fame Championships, Ньюпорт (2)               | Трава     | Александр Попп    | 7-6, 7-6                |
| 15. | 4 июл 2005  | Hall of Fame Championships, Ньюпорт (3)               | Трава     | Винсент Спейди    | 7-6, 2-6, 6-4           |

#### Поражения (12)
| №   | Дата        | Турнир                                               | Покрытие | Соперник в финале | Счёт                    |
| 1.  | 18 окт 1993 | Открытый чемпионат Китая, Пекин                      | Ковёр    | Майкл Чанг        | 7-6, 6-7, 6-4           |
| 2.  | 15 мая 1995 | America's Red Clay Championships, Корал-Спрингс, США | Грунт    | Тодд Вудбридж     | 6-4, 6-2                |
| 3.  | 27 янв 1997 | Croatian Indoors, Загреб                             | Ковёр    | Горан Иванишевич  | 7-6, 4-6, 7-6           |
| 4.  | 10 фев 1997 | Sybase Open, Сан-Хосе, США                           | Хард (I) | Пит Сампрас       | 3-6, 5-0, отказ         |
| 5.  | 25 авг 1997 | Открытый чемпионат США                               | Хард     | Патрик Рафтер     | 6-3, 6-2, 4-6, 7-5      |
| 6.  | 6 окт 1997  | CA-Tennis Trophy, Вена, Австрия                      | Ковёр    | Горан Иванишевич  | 3-6, 6-7, 7-6, 6-2, 6-3 |
| 7.  | 2 фев 1998  | Croatian Indoors, Сплит (2)                          | Ковёр    | Горан Иванишевич  | 7-6, 7-6                |
| 8.  | 9 мар 1998  | Newsweek Champions Cup, Индиан-Уэллз, США            | Хард     | Марсело Риос      | 6-3, 6-7, 7-6, 6-4      |
| 9.  | 28 сен 1998 | Тулуза, Франция                                      | Хард (I) | Ян Симеринк       | 6-4, 6-4                |
| 10. | 22 фев 1999 | Guardian Direct Cup, Лондон, Великобритания          | Ковёр    | Рихард Крайчек    | 7-6, 6-7, 7-5           |
| 11. | 23 авг 1999 | Чемпионат США среди профессионалов, Бостон           | Хард     | Марат Сафин       | 6-4, 7-6                |
| 12. | 11 окт 2004 | Кубок Кремля, Москва, Россия                         | Ковёр    | Николай Давыденко | 3-6, 6-3, 7-5           |

### Парный разряд (5)

#### Победы (3)
| №  | Дата        | Турнир                                      | Покрытие | Партнёр             | Соперники в финале          | Счёт в финале |
| -- | ----------- | ------------------------------------------- | -------- | ------------------- | --------------------------- | ------------- |
| 1. | 4 июл 1994  | Hall of Fame Championships, Ньюпорт, США    | Трава    | Алекс Антонич       | Кент Киннэр Дэвид Уитон     | 6-4, 3-6, 6-4 |
| 2. | 9 сен 1996  | Борнмут, Великобритания                     | Грунт    | Марк-Кевин Гёлльнер | Родольф Жильбер Нуно Маркес | 6-3, 7-6      |
| 3. | 22 фев 1999 | Guardian Direct Cup, Лондон, Великобритания | Ковёр    | Тим Хэнмен          | Байрон Блэк Уэйн Феррейра   | 6-3, 7-66     |

#### Поражения
| №  | Дата        | Турнир                          | Покрытие | Партнёр       | Соперники в финале    | Счёт в финале |
| -- | ----------- | ------------------------------- | -------- | ------------- | --------------------- | ------------- |
| 1. | 17 окт 1994 | CA-Tennis Trophy, Вена, Австрия | Ковёр    | Алекс Антонич | Майк Бауэр Давид Рикл | 6-7, 4-6      |
| 2. | 6 мар 1995  | Копенгаген, Дания               | Ковёр    | Гийом Рау     | Марк Кил Петер Нюборг | 7-6, 4-6, 6-7 |